# 贱民 (日本)
日本良賤制度古代人民在良賤制下分為良民與賤民。
當七世纪末日本執行律令制時，人民分良賤两種，賤民稱為五色之賤，這種分别是因登記戶籍形成。

## 良民
- 官人
- 公民
- 品部
- 雜戶

## 賤民
賤民分五等，稱為五色之賤：
- 陵戶：守衛皇陵。
- 官戶：服務公共部門。来自犯有叛逆等罪的良民，和良民一样拥有口分田。76岁时升为良民。
- 家人：高級家庭的僕人。家人是特定家族的附庸，待遇与私奴婢同等，但不可买卖，从事的工作也有限制。
- 公奴婢：宮廷官府的奴婢，負責耕作官田。公奴婢有家族承袭和因犯罪而降为公奴婢两种。前者在66岁升为官户，后者在76岁升为良民。
- 私奴婢：家内奴婢，負責耕作私田。口分田为良民的三分之一，作为财产可以被买卖和继承。

良賤之間互不通婚，陵戸、官戸、家人可以有自己家庭。奴婢則視同畜類，良民可擁有與出售，奴婢不允許有登記冊籍的家庭。
良賤如結婚，其子女将成為賤民，10世紀初因律令制崩溃良賤制度不再實行，但賤民仍成為部落民生存至明治年间。